# Tereza Ramba
Tereza Ramba, nacida Voříšková ( Praga, 29 de junio de 1989 ) es una actriz de cine y televisión checa. Conocida por el papel de Beruška en la película El Maestro de Campo (en checo: Venkovský učitel) de 2008. También ha interpretado papeles en Zemský ráj a na pohled, Príncipe de Peklo y Bobule.

## Biografía
Estudió en el Conservatorio de Praga, especializándose en drama musical. También baila profesionalmente para Fantasy Studio. En 2024 protagonizó la película Zápisník alkoholicky, dirigida por Dan Svátek.

## Filmografía
- 2005: Rafťáci
- 2006: Ro(c)k podvraťáků
- 2006: Místo v životě (TV series)
- 2007: The Country Teacher (Venkovský učitel)
- 2007: Trapasy (TV series)
- 2007: Svatba na bitevním poli aneb Hodiny před slávou aka The Wedding on Battle Field (International: English title)
- 2007: Překažené dostaveníčko
- 2007: Grapes
- 2008: Soukromé pasti (TV series)
- 2008: Bobule (https://www.csfd.cz/film/233933-bobule/prehled/)
- 2008: Peklo s princeznou
- 2008: Než se táta vrátí (TV series)
- 2008: Kanadská noc (TV film)
- 2008: Ďáblova lest (TV series)
- 2008: Černá sanitka (TV series)
- 2008: BrainStorm (TV film)
- 2009: Peklo s princeznou aka It is Hell with the Princess (International: English title)
- 2009: An Earthly Paradise for the Eyes
- 2009: Little Knights Tale
- 2009: 2Bobule
- 2011: Alois Nebel
- 2011: Borgia (serie TV)
- 2012: Missing (serie TV)
- 2013: Rozkoš
- 2014: Všiváci
- 2015: Život je život
- 2015: Laputa
- 2015: Padesátka
- 2016: A Vote for the King of the Romans (TV)
- 2017: Po strništi bos
- 2018: Chata na prodej
- 2020: Vlastníci
- 2021: Deniček modernih fotra
- 2023: Docent (serie TV)
- 2024: Zápisník alkoholicky